# Eusthenopteron
Eusthenopteron és un gènere extint de peix sarcopterigi de l'ordre dels eotetrapodiformes que ha assolit una certa importància a causa de la seva anatomia propera a la dels tetràpodes. La visió científica usual d'aquest animal el mostrava emergint de l'aigua per a desplaçar-se per terra; no obstant això els paleontòlegs actuals acorden majoritàriament que era un animal de la zona marítima pelàgica. El gènere Eusthenopteron es coneix bé a causa de la troballa de restes de diverses espècies que van viure a finals del Devonià, fa prop de 385 milions d'anys, en aigües dolces i salades d'Amèrica del Nord i Europa. Eusthenopteron va ser inicialment descrit per J. F. Whiteaves el 1881, com a part d'una gran col·lecció de peixos fòssils obtinguts a Miguasha, Quebec. El seu nom vol dir 'aleta forta'.

## Descripció anatòmica
Anatòmicament, Eusthenopteron comparteix moltes característiques úniques amb els primers tetràpodes coneguts. Per exemple, té en comú amb Ichthyostega i Acanthostega un patró similar en els ossos que assenten en el crani. Eusthenopteron, com altres peixos tetrapodomorfs, tenia les finestres del nas internes, característica que es troba solament en animals terrestres i sarcopterigis. També tenia dents labirintodonts, el que constituïx un tret comú de tots els tetràpodes primitius.
Com els altres sarcopterigis basals, Eusthenopteron tenia un crani bipartit, que té forma de frontissa cap a la meitat al llarg de l'entroncament intracranial. La notorietat d'Eusthenopteron prové del patró de l'endoesquelet de les seves aletes, que duu un húmer, un cúbit, i un ràdio (en l'aleta davantera) i un fèmur, una tíbia, i una fíbula distints (en l'aleta pelviana). Aquest és el patró característic dels tetràpodes. Ara se sap que és un tret general de les aletes de tots els sarcopterigis fòssils. Es creu que aquestes fortes aletes ajudaven a Eusthenopteron a desplaçar-se reptant durant èpoques de sequera, a la recerca d'un nou hàbitat aquàtic. Aquests moviments fora de l'aigua també eren possibles gràcies a la possessió de pulmons a més de brànquies.
Tenia unes dimensions d'entre 30 i 60 centímetres. La seva cua era característica, ja que el seu perfil era còncau i rematat en tres puntes, a manera de trident. L'aleta posterior li deuria proporcionar la capacitat de realitzar impulsos ràpids, imprescindibles tant per a la caça com per a la fugida.

L'especialització dels vertebrats del Devonià Superior va produir que sarcopterigis com Panderichthys tinguessin descendents com Eusthenopteron que podien respirar aire en tolls pantanosos; com Tiktaalik amb aletes similars a potes que van poder portar-lo a terra, precedint als primers tetràpodes amfibis com Acanthostega, amb potes amb vuit dígits, i Ichthyostega amb potes ben desenvolupades. Alguns sarcopterigis van evolucionar cap a formes com els celacant s que encara existeixen avui dia.